# Cayres
Cayres ist eine französische Gemeinde mit 687 Einwohnern (Stand 1. Januar 2022) im Département Haute-Loire in der Region Auvergne-Rhône-Alpes.
Der Ort gehört zum Kanton Velay volcanique.

## Geografie
Die Gemeinde liegt am Fuß des Massif du Devès, eines Höhenzugs zwischen den Tälern der Loire und des Allier, etwa 17 Kilometer südlich von Le Puy-en-Velay.
Im Gemeindegebiet entspringen die kleinen Flüsse Gagne und Beaume, die beide in die Loire entwässern. In den Bergen des Devès befindet sich ein 44 ha großer, kreisrunder Maar-See vulkanischen Ursprungs, namens Lac du Bouchet.

## Bevölkerungsentwicklung
| Jahr                       | 1962 | 1968 | 1975 | 1982 | 1990 | 1999 | 2010 | 2017 |
| Einwohner                  | 791  | 699  | 614  | 589  | 511  | 613  | 708  | 729  |
| Quellen: Cassini und INSEE |      |      |      |      |      |      |      |      |

## Sehenswürdigkeiten
- Kirche Saint-Pierre (14. Jahrhundert) – Monument historique[1]
- Kapelle in Chacornac (11. Jahrhundert) – Monument historique[2]
- Lac du Bouchet (Naturdenkmal mit Freizeiteinrichtungen)

## Einzelnachweise

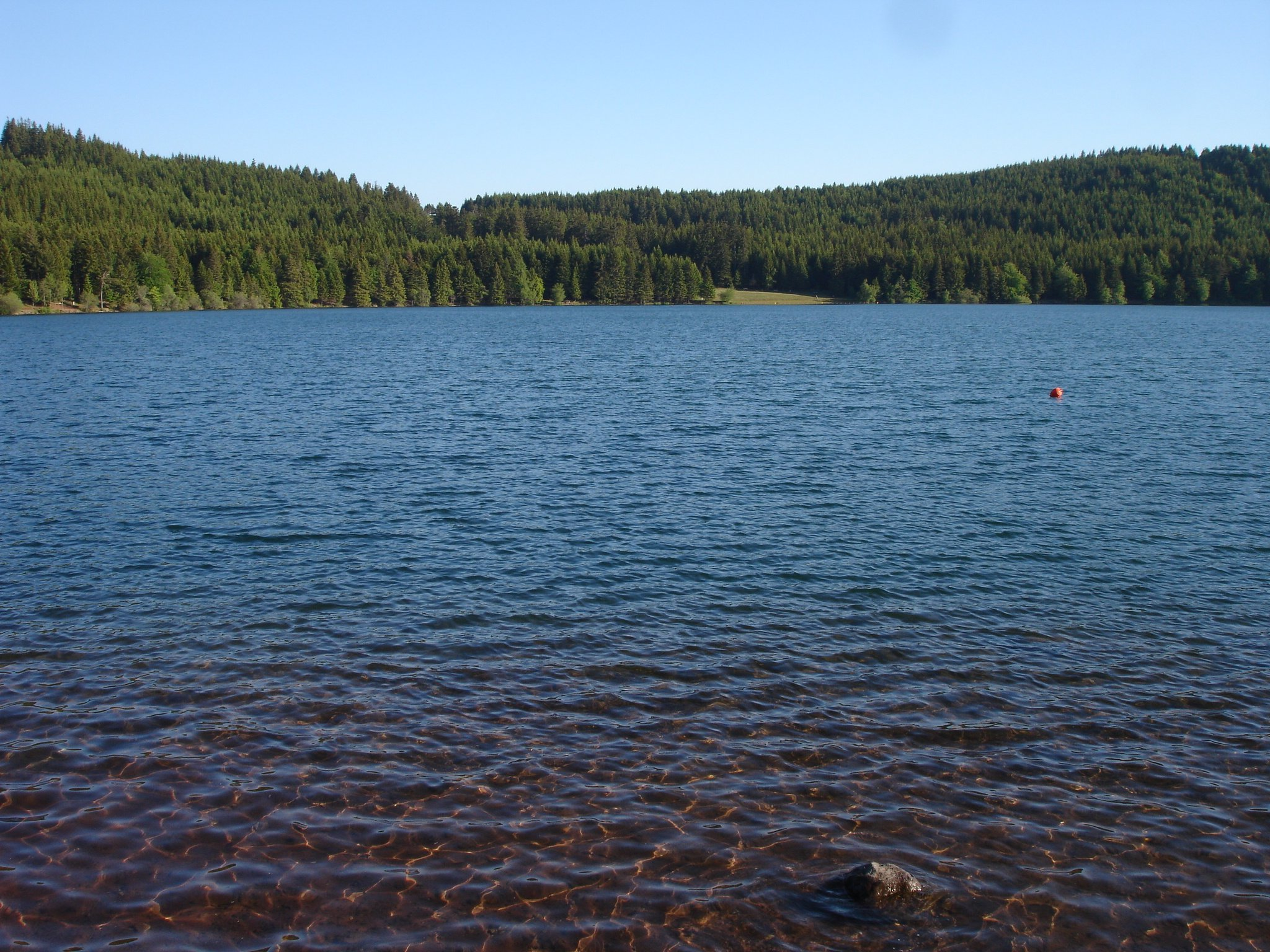
Der Lac du Bouchet